# Newyorská škola fotografie

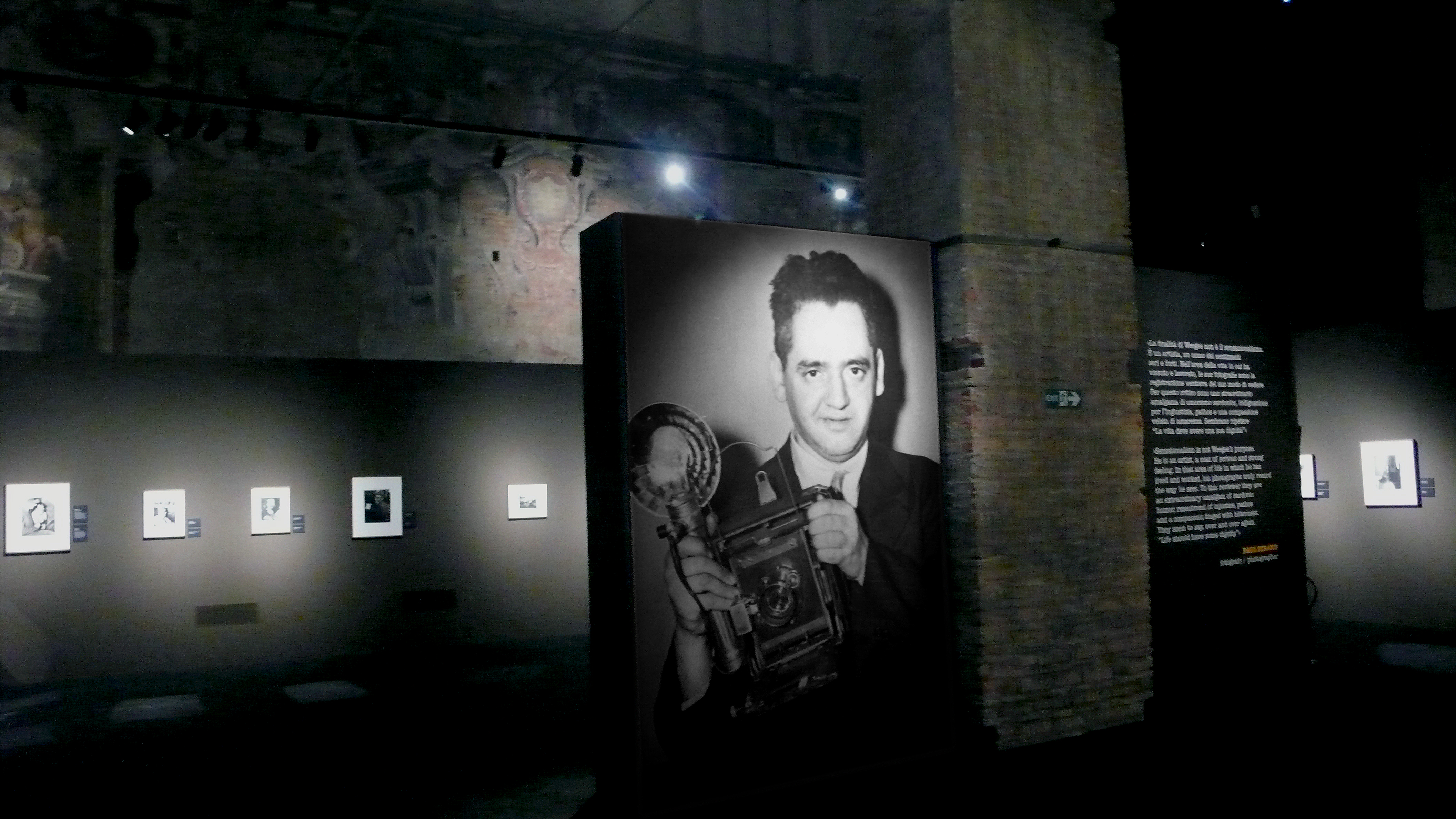
Weegeeho výstava v Miláně

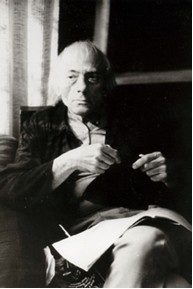
Louis Faurer

Newyorská škola fotografie nebo International Center of Photography (ICP) je fotografické centrum, škola a výzkumné centrum ležící v Midtownu na Manhattanu v New York City (USA). Bylo založeno v roce 1974 fotografem Cornellem Capou.

## Historie
Členové a příznivci Newyorské škole fotografie s oblibou od 30. do 70. let dvacátého století využívali různé druhy neostrosti. Nebyla to instituce v pravém slova smyslu, ale šestnáct autorů (narozených v letech 1898–1934) žijících a tvořících v New York City. Jednalo se o fotografy, jejichž jména jsou dnes již legendami: Diane Arbusová, Alexey Brodovitch, Ted Croner, Bruce Davidson, Don Donaghy, Louis Faurer, Richard Avedon, Sid Grossmann, William Klein, Saul Leiter, Leon Levinstein, Helen Levittová, Lisette Modelová, David Vestal, Robert Frank a Weegee.
V období let 1974–1994 byl poradcem ředitele fotograf českého původu Bedřich Grünzweig.

## Publikace

### Publikace ICP/Steidl
| Rok  | Titul | Formát | Ocenění                                                                                           |
| ---- | --- | ------ | ------------------------------------------------------------------------------------------------- |
| 2008 | Archive Fever: Uses of the Document in Contemporary Art, autor: Okwui Enwezor (Contributor)                                                     | Kniha  |                                                                                                   |
| 2008 | The Collections of Barbara Bloom, autor: Barbara Bloom                                                                                          | Kniha  |                                                                                                   |
| 2007 | This Is War! Robert Capa at Work, autor: Richard Whelan / Robert Capa                                                                           | Kniha  |                                                                                                   |
| 2007 | Gerda Taro, autor: Gerda Taro | Kniha  |                                                                                                   |
| 2007 | Amelia Earhart: Image and Icon, autor: Kristen Lubben (ed.)                                                                                     | Kniha  |                                                                                                   |
| 2007 | Martin Munkácsi, autor: Martin Munkácsi | Kniha  |                                                                                                   |
| 2006 | Ecotopia: The Second ICP Triennial of Photography and Video                                                                                     | Kniha  |                                                                                                   |
| 2006 | Atta Kim: On Air, autor: Atta Kim | Kniha  | Deutsche Börse Prize: Nejlepší fotografická kniha roku                                            |
| 2006 | Unknown Weegee, autor: Weegee | Kniha  | College Art Association: Nejlepší kniha - Design, Honorable Mention                               |
| 2006 | Snap Judgments: New Positions in Contemporary African Photography, autor: Okwui Enwezor (ed.)                                                   | Kniha  | PhotoEspaña: Nejlepší mezinárodní fotografická kniha roku                                         |
| 2005 | African American Vernacular Photography: Selections from the Daniel Cowin Collection                                                            | Kniha  |                                                                                                   |
| 2005 | Modernist Photography: Selections from the Daniel Cowin Collection, autor: Christopher Phillips (ed.) a Vanessa Rocco (ed.)                     | Kniha  |                                                                                                   |
| 2005 | The Body at Risk: Photography of Disorder, Illness, and Healing, autor: Carol Squiers (ed.)                                                     | Kniha  |                                                                                                   |
| 2005 | Young America: The Daguerreotypes of Southworth and Hawes, autor: Grant Romer (ed.) a Brian Wallis (ed.)                                        | Kniha  | New England Historical Society: Nejlepší Kniha roku Kraszna-Krausz Kniha Award: Honorable Mention |
| 2004 | JFK For President: Photographs, autor: Cornell Capa, autor: Cornell Capa                                                                        | Kniha  |                                                                                                   |
| 2004 | Ralph Eugene Meatyard, autor: Ralph Eugene Meatyard                                                                                             | Kniha  |                                                                                                   |
| 2004 | The Chinese, autor: Liu Zheng | Kniha  |                                                                                                   |
| 2004 | Between Past a Future: New Photography a Video From China                                                                                       | Kniha  |                                                                                                   |
| 2004 | Klutsis a Kulagina: Photography and Montage After Constructivism, autor: Gustav Klutsis a Valentina Kulagina                                    | Kniha  |                                                                                                   |
| 2003 | Only Skin Deep: Changing Visions of the American Self, autor: Coco Fusco (ed.) a Brian Wallis (ed.)                                             | Kniha  |                                                                                                   |
| 2003 | Encounters with the Dani, autor: Susan Meiselasová                                                                                              | Kniha  |                                                                                                   |
| 2003 | Strangers: The First ICP Triennial of Photography and Video, autor: Edward Earle, Christopher Phillips, Carol Squiers, a Brian Wallis (editoři) | Kniha  |                                                                                                   |

### Ostatní publikace ICP
| Rok  | Titul                                                                                     | Formát | Ocenění |
| ---- | ----------------------------------------------------------------------------------------- | ------ | ------- |
| 2007 | The Decisive Moment, autor: Henri Cartier-Bresson                                         | DVD    |         |
| 2006 | SHIFT (Student Publication)                                                               | Kniha  |         |
| 2001 | Behind Closed Doors: The Art of Hans Bellmer, autoři: Hans Bellmer a Therese Lichtenstein | Kniha  |         |
| 2001 | Telling Tales, autor: Kiki Smith                                                          | Kniha  |         |
| 1999 | Reflections in a Glass Eye, autor: Ellen Handy (ed.) (ICP/Little, Brown & Co.)            | Kniha  |         |
| 1994 | A Singular Elegance, autor: Adolph de Meyer (ICP/Chronicle)                               | Kniha  |         |